# Delta (Utah)
Delta je město v okresu Millard County ve státě Utah ve Spojených státech amerických. K roku 2000 zde žilo 3 209 obyvatel. S celkovou rozlohou 8,2 km² byla hustota zalidnění 391 obyvatel na km².